# Ocina de Sus (okręg Prahova)
Ocina de Sus – wieś w Rumunii, w okręgu Prahova, w gminie Adunați. W 2011 roku liczyła 1139 mieszkańców.